# Zbyszko Bednorz
Zbyszko Bednorz (ur. 11 października 1913 w Skalmierzycach, zm. 28 listopada 2010 w Opolu) – polski pisarz, poeta, historyk literatury i działacz kulturalny. Profesor honorowy Uniwersytetu Opolskiego oraz honorowy obywatel województwa opolskiego (2004). Używane pseudonimy: B., Józek, (z.b.), Zb., Zby, (Zby).

## Życiorys

### Dzieciństwo i młodość
Syn Józefa Bednorza, publicysty i Marianny Woźniak. Ukończył gimnazjum matematyczno-przyrodnicze w Chorzowie-Mieście, a następnie przeniósł się na Uniwersytet w Poznaniu, gdzie w czerwcu 1939 roku obronił magisterium poświęcone dramatom Leopolda Staffa. W roku 1938 został redaktorem, ukazującego się w Katowicach, tygodnika „Powstaniec”. Na jego łamach publikował artykuły z zakresu literatury polskiej na Śląsku oraz własne wiersze. Debiutował w numerze drugim (z 3 I 1938) felietonem Nabierzesz w płuca wiatrów mroźnych. Najwięcej jego artykułów ukazało się w rubrykach „Kultura, oświata i etnografia”, oraz „Kronika kulturalna”. 

### II wojna światowa
Od pierwszych chwil po zajęciu Katowic przez wojska niemieckie, Zbyszko Bednorz był poszukiwany przez gestapo. Ostrzeżony uciekł, przez Czeladź do Cykarzewa, a stamtąd do Kuźnicy nad Listwarą, gdzie dzięki pomocy ks. Mariana Sztuki (kolegi z czasów nauki w gimnazjum), został nauczycielem domowym w rodzinie młynarskiej Zofii i Bolesława Tasarzów.
Zimą 1940 roku, Bednorz udał się do Warszawy, gdzie pracował m.in. w domu opieki społecznej i w Hurtowni Aptekarzy Polskich. Na początku 1941 roku poznał dra Alojzego Targa (ps. Marcin”). Dzięki jego pomocy wszedł w skład Delegatury Rządu Polskiego na Kraj. Pod pseudonimem „Józek” pracował jako szef działu śląskiego Sekcji Zachodniej Departamentu Informacji i Prasy. Związany był także z organizacją konspiracyjną „Ojczyzna” W 1942 roku został redaktorem naczelnym konspiracyjnego pisma dla Śląska „Zachodnia Straż Rzeczypospolitej” oraz dodatku satyrycznego „Luźna kartka”. Współpracował z wieloma wybitnymi osobami m.in. prof. Zygmuntem Wojciechowskim, dr Stefanią Mazurek, prof. Kazimierzem Popiołkiem, Janem Ligenzą, ks. bp. Stanisławem Adamskim, Janem Kuglinem i Józefem Ryszką. Aż do wybuchu Powstania Warszawskiego był także wykładowcą w Tajnym Pedagogium Ziem Zachodnich w Warszawie.
W czasie Powstania Warszawskiego na polecenie Edmunda Męclewskiego napisał Apel Powstańczej Warszawy do Polaków Ziem Zachodnich. Wygłosił go 24 sierpnia 1944 roku o godz. 14:30 w radiu powstańczym „Błyskawica”. Po upadku Powstania Zbyszko Bednorz trafił do obozu w Ursusie, skąd został wywieziony do obozu pracy w Spellen nad Renem. Po ucieczce z obozu powrócił do Generalnej Guberni i ponownie podjął pracę w Delegaturze. 26 grudnia 1944 roku w małym kościółku w Gorzkowicach, wziął ślub z Różą Wróbel z Chorzowa (łączniczką „Izą”). Na Śląsk państwo Bednorzowie powrócili na początku 1945 roku i zamieszkali w Chorzowie-Mieście, gdzie 16 października przyszedł na świat ich syn Włodzimierz.

### Działalność powojenna
Po wojnie Zbyszko Bednorz rozpoczął pełną rozmachu pracę naukową, literacką i publicystyczną. Był redaktorem Polskiego Radia, działał w Związku Literatów Polskich w Katowicach, współpracował z katowickim Wydawnictwem św. Jacka (redaktor naczelny w latach 1948-1949) oraz czasopismami „Dziennik Zachodni”, „Gość Niedzielny”, „Odra”, „Tygodnik Powszechny” i „Tygodnik Warszawski”. 1 marca 1949 roku na rogu ul. Dąbrowskiego w Katowicach Zbyszko Bednorz został aresztowany. Dobę przesiedział w Wojewódzkim Urzędzie Bezpieczeństwa. Rano przewieziony został do Warszawy i osadzony w więzieniu Ministerstwa Bezpieczeństwa Publicznego przy ul. Koszykowej, następnie został przeniesiony na ul. Rakowiecką, w końcu trafił do więzienia we Wronkach. 3 sierpnia 1950 roku został skazany na 15 lat więzienia za przynależność do Delegatury Rządu na Kraj i „Ojczyzny” (później wyrok zmniejszono do 8 lat). Na skutek starań żony oraz środowiska literackiego (m.in. Zdzisława Hierowskiego, Gustawa Morcinka, Wilhelma Szewczyka, Jana Baranowicza), biskupa katowickiego Herberta Bednorza, a przede wszystkim przewodniczącego Stowarzyszenia PAX Bolesława Piaseckiego, został zwolniony pod koniec 1951 roku i 20 października powrócił do Katowic. 14 grudnia 1952 roku na świat przyszła córka Bednorzów – Marzena.
W 1954 roku Zbyszko Bednorz przeniósł się z rodziną do Opola i ponownie podjął pracę redakcyjno-pisarską. Pisał artykuły do „Katolika” i „Słowa Powszechnego” a także redagował dodatek dla katolików opolskich „Słowo na Śląsku”. W latach 1956–1959 współpracował z poznańskim Wydawnictwem „Pallottinum” gdzie pełnił funkcję kierownika literackiego. Od roku 1958 organizował i uczestniczył w zjazdach pisarzy ziem zachodnich oraz prezesował Związkowi Literatów Polskich w Opolu. W roku 1965 Zbyszko Bednorz obronił na Uniwersytecie Wrocławskim rozprawę doktorską „Literatura ludowa współczesnej Opolszczyzny (Omówienie i wybór tekstów)” i otrzymał stopień doktora nauk humanistycznych. Po otrzymaniu stanowiska docenta (w roku 1975) objął kierownictwo Pracowni Historii Kultury Polskiej na Śląsku w Instytucie Śląskim w Opolu. Został również członkiem Komisji Historyczno-Literackiej PAN w Katowicach oraz Opolskiego Towarzystwa Przyjaciół Nauk. W latach 80. i 90. publikował teksty m.in. w „Zorzy”, „Tygodniku Powszechnym”, „Wczoraj, Dziś, Jutro”, „Stronach”, i „Wiadomościach Dekanalnych”. W latach dwutysięcznych Bednorz publikował artykuły na łamach miesięcznika „Śląsk”.

## Twórczość[6]

### Powieści, eseje, opowiadania, prace literackie
- 1943 – Śląsk wierny ojczyźnie
- 1945 – Glossy Śląskie
- 1946 – Strofy serdeczne (poemat)
- 1946 – Od Opola do Wrocławia
- 1953 – Dzieci i bagaże (powieść)
- 1955 – Będzie bratem (opowiadania)
- 1958 – Ręce wzniesione (powieść biograficzna o Alojzym Majewskim)
- 1959 – Działalność "Kółka Polskiego" we Wrocławiu 1895-1906) w świetle świeżo odnalezionych protokołów z posiedzeń
- 1960 – Szczepon, czyli rzecz o Józefie Ryszcze
- 1962 – Urok mowy wyzwolonej. Esej o współczesnym pisarstwie ludowym na Opolszczyźnie
- 1963 – Imię domu wschodzącego (powieść)
- 1966 – Ludowe żniwo literackie. Pisarstwo ludowe współczesnej Opolszczyzny (opracowanie i wybór tekstów)
- 1968 – Słowo w stronę Rzeki. Szkic o Odrze w literaturze polskiej
- 1971 – Z Janem (powieść)
- 1971 – Nad rocznikami dawnych gazet śląskich. Studium z polskiego życia literacko-kulturalnego przełomu XIX i XX wieku
- 1978 – Dyszlem i parą. Z dziejów polskiej literatury podróżniczej na Śląsku
- 1978 – Na Zapiecku trzy okna (opowiadania)
- 1987 – Lata krecie i orłowe (eseje)[7]
- 1993 – Do wyjaśnienia (wspomnienia)[8]
- 2000 – Gniazdo wędrujące (wspomnienia)[9]
- 2000 – Wśród dróg moich do Ciebie (zbiór wierszy)[10]
- 2005 – Rymy serca i pamięci: (wiersze religijne, powinszowania, życzenia)
- 2008 – Pielgrzymowanie nasze niepojęte[11]

## Nagrody
- 1945 – nagroda Polskiego Związku Zachodniego za najlepszą pracę o ziemiach odzyskanych
- 1961 – Opolska Wojewódzka Nagroda Artystyczna
- 1961 – Nagroda literacka Wojewódzkiej Rady Narodowej w Opolu
- 1978 – Nagroda literacka Prezydenta Miasta Opola
- 1978 – Nagroda literacka im. Włodzimierza Pietrzaka
- 1985 – Śląska Nagroda im. Juliusza Ligonia
- 1988[12] – Nagroda im. Karola Miarki
- 1988 – Nagroda im. ks. Aleksandra Skowrońskiego
- 1988 – Nagroda miesięcznika „Opole”
- 1993 – Nagroda Artystyczna Wojewody Opolskiego (za książkę Pielgrzymowanie nasze niepojęte)
- 1998 – Nagroda literacka im. Marka Jodłowskiego
- 2006[13] – Nagroda im. Wojciecha Korfantego nadana przez Związek Górnośląski

## Odznaczenia
- 1974 - Medal 30-lecia Polski Ludowej[14]
- 1975 – Krzyż Kawalerski Orderu Odrodzenia Polski
- 1987 – Medal Rodła
- 1988 – Krzyż Komandorski Orderu Odrodzenia Polski